# 中尾憲太郎
中尾 憲太郎（なかお けんたろう、1974年6月17日 - ）は、日本のベーシスト、音楽プロデューサー。福岡県北九州市出身。九州産業大学芸術学部中退。
向井秀徳、田渕ひさ子、アヒト・イナザワと結成したナンバーガール（ベース担当）でデビュー。ナンバーガール時代は｢中尾憲太郎〇歳｣と名乗っていた。愛称は「ナカケン」「憲ちゃん」。

## 来歴
友人に頼まれて何となくベースを始めたが、ザ・クラッシュやニルヴァーナに出会い、本気で音楽を志す。
その後、大学を中退し、ライブハウスで照明のアルバイトをしていると、友人の向井秀徳にナンバーガールに誘われる。
向井は中尾の「ルードかつ直線的なベースが欲しい」と言って誘ったが、実際は様々なプレースタイルをこなせる。
田渕ひさ子と中尾の出会いは、田渕がコズミック・チェリーというバンドで活動していた時に、照明のバイトをしていた中尾が「ライブ観て、カワイイと思いました」と言ってきたのが最初の出会いだと田渕は言っているが、本人は否定している。
ナンバーガール時代はしょっちゅう髪を坊主にしていた。理由はeastern youthの吉野寿に憧れた為であったり、シングル「URBAN GUITAR SAYONARA」のPV撮影の為であったりと様々である。髪型が変わる度にベースも代わっていった。
「CIBICCOさん」のPVでは相手役の女性に、口に含んだ水をかけられ、その後ビンタまでされるというシーンでなかなかOKが出ず、何度もやり直させられたりとの目に遭わされた。
ナンバーガール解散後は主にCrypt CityやSEAGULL SCREAMING KISS HER KISS HER、younGSounds、SPIRAL CHORD、SLOTH LOVE CHUNKS、タイガン、MASS OF THE FERMENTING DREGS、dry as dust、The SALOVERS、撃鉄、快速東京、THE GIRL、コンテンポラリーな生活、tricot等のプロデュースも行っている。
現在はART-SCHOOLのサポートメンバーとしても活動している。

## 人物
アメリカのガレージパンクバンドSupersuckersの大ファンで、彼の「中尾憲太郎○歳」という名前は、同バンドのギタリストであるダン・ボルトンがやっていたのを手本にしている。
社交的な性格で、レコーディングで訪れていたフレドニアのバーでもその社交性は発揮され、よく現地の人に声をかけられたという。
クラムボンのベーシストのミトとは交流が深い。
MOSH PIT ON DISNEYシリーズで、MONTEROZA 4950という企画バンドを組んでいた事がある。メンバーは、HUSKING BEEの平本レオナ（Drum、talking the lylics）、中尾憲太郎（Bass、Guitar）、toeの山嵜廣和（Guitar）、クラムボンのミト（fender rhodes、glockenspiel）。
大学の同級生には漫画家の岸本斉史がいた。
「アタックが強すぎて音にならない」という理由でジャズベースは好まない。
楽器は見た目重視で選んでいるようで、NUMBER GIRL初期に使用していたYAMAHAのブルージーンズ、一度目の解散以降も使用したモズライトの2つを選んだ理由は「かっこよかったから」と語っている。
モズライトベースは20代のころバイト先の社長から10万円で購入した。しかしネックがぐらついており、すぐには使用出来なかった。